# 아열대수산연구센터
아열대수산연구센터는 대한민국 해양수산부 국립수산과학원 남서해수산연구소 소속 수산전문 연구기관으로 아열대수산연구센터장은 해양수산연구관으로 보한다. 제주특별자치도 제주시 연대마을길 6번지에 위치하고 있다.

## 연혁
- 1962년 5월 중앙수산시험장 제주분장
- 1971년 12월 국립수산진흥원 제주지원
- 1985년 4월 국립수산진흥원 제주수산연구소
- 2002년 3월 국립수산과학원 자원조성연구소
- 2004년 2월 국립수산과학원 제주수산연구소
- 2010년 2월 국립수산과학원 남서해수산연구소 아열대수산연구센터

## 주요 업무
- 제주도 및 동중국해 어업자원의 생태, 평가 관리에 관한연구
- 제주도 및 동중국해 해양환경에 관한 조사 및 연구

## 인원
| 구분 | 연구직 | 연구지원 |
| ---- | ------ | -------- |
| 정원 | 5명    | 1명      |
| 총원 | 6명    | 6명      |

## 같이 보기
- 미래양식연구센터
- 해조류바이오연구센터
- 사료연구센터
- 육종연구센터
- 독도수산연구센터
- 양식연구센터
- 내수면양식연구센터